# The Spider's Lullabye
The Spider's Lullabye è il sesto album in studio della band di King Diamond che per la prima volta si avvale di una pubblicazione Metal Blade Records. Il disco esce direttamente in CD il 6 giugno del 1995. Le prime sei tracce affrontano come temi differenti esperienze extra-corporee. Le ultime quattro tracce, invece, raccontano la storia di un uomo sofferente di aracnofobia che rimane ucciso da una puntura di ragno.
| Recensione | Giudizio |
| ---------- | -------- |
| AllMusic   | [ 1 ]    |

## Tracce
1. From the Other Side – 3:51
2. Killer – 4:17
3. The Poltergeist – 4:29
4. Dreams – 4:39
5. Moonlight – 4:32
6. Six Feet Under – 4:02
7. The Spider's Lullabye – 3:39
8. Eastmann's Cure – 4:32
9. Room 17 – 8:17
10. To the Morgue – 4:57

## Formazione
- King Diamond - voce, tastiere, clavicembalo
- Andy LaRocque - chitarra
- Herb Simonsen - chitarra
- Chris Estes - basso
- Darrin Anthony - batteria